# Марсашлокк (футбольний клуб)
ФК «Марсашлокк» (мальт. Marsaxlokk Football Club) — мальтійський футбольний клуб з однойменного міста, заснований у 1949 році як «Марсашлокк Вайт Старс». Виступає в Другій лізі. Домашні матчі приймає на стадіоні «Марсашлокк Граунд», місткістю 1 000 глядачів.

## Титули і досягнення
- Чемпіон Мальти (1): 2006-07